# 384
El 384 (CCCLXXXIV) fou un any de traspàs començat en dilluns del calendari julià.

## Esdeveniments
- Condemna de l'heretgia de Priscil·lià.[1]

## Naixements
- Honori, primer emperador romà d'Occident.[2]